# Joanna Calo
Joanna Calo est une autrice, réalisatrice et productrice américaine. Elle est connue pour son travail sur les séries télévisées Hacks et BoJack Horseman, ainsi que pour être showrunner de la série télévisée The Bear avec Christopher Storer et co-scénariste du film Thunderbolts* (2025) de l'univers cinématographique Marvel (MCU),.
Au cours de sa carrière, elle a remporté trois Writers Guild of America Awards, un Independent Spirit Award et un Producers Guild Award. Elle a été nominée pour quatre Primetime Emmy Awards.
Elle est mariée et a deux enfants. Ils vivent à Los Angeles, en Californie,.

## Filmographie
| Year         | Title                 | Director | Writer | Producer                 | Notes                                                 |
| ------------ | --------------------- | -------- | ------ | ------------------------ | ----------------------------------------------------- |
| 2013         | Save Me               | Non      | Oui    | Non                      | série télévisée                                       |
| 2014         | Happyland             | Non      | Oui    | Non                      | série télévisée                                       |
| 2014         | Benched               | Non      | Oui    | Non                      | série télévisée                                       |
| 2016–2020    | BoJack Horseman       | Non      | Oui    | Co-productrice exécutive | série télévisée                                       |
| 2017         | Girlboss              | Non      | Oui    | Co-productrice           | série télévisée                                       |
| 2019         | Tuca & Bertie         | Non      | Non    | Consultante              | série télévisée                                       |
| 2019         | Undone                | Non      | Oui    | Co-productrice exécutive | série télévisée                                       |
| 2020         | The Baby-Sitters Club | Non      | Oui    | Co-productrice exécutive | série télévisée                                       |
| 2021         | Hacks                 | Non      | Oui    | Co-productrice exécutive | série télévisée                                       |
| 2022–present | The Bear              | Oui      | Oui    | Productrice exécutive    | série télévisée Co-showrunner avec Christopher Storer |
| 2022         | Lost Ollie            | Non      | Oui    | Co-productrice exécutive | série télévisée                                       |
| 2023         | Beef                  | Non      | Oui    | Consultante              | série télévisée                                       |
| 2025         | Thunderbolts*         | Non      | Oui    | Non                      | Film                                                  |